# Terratrèmol de Shandong de 1668
El terratrèmol de Shandong, també conegut com el gran terratrèmol de Tancheng, va ser un gran esdeveniment sísmic que va ocórrer durant el govern de la dinastia Qing, a la província de Shandong, el 25 de juliol de 1668. El terratrèmol va tenir una magnitud estimada de 8,5, el que el va convertir en el terratrèmol històric més gran a la Xina de l'Est i un dels més grans a terra. El terratrèmol va tenir implicacions catastròfiques per a la regió. S'estima que entre 43.000 i 50.000 vides es van perdre al terratrèmol i els seus efectes es van sentir àmpliament. L'epicentre podria haver estat ubicat entre el comtat de Ju i els comtats de Tancheng, al nord-est de la ciutat de Linyi, a nivell de prefectura, al sud de Shandong.

## Entorn geològic
El terratrèmol va passar a mig camí entre Pequín i Shanghai, on l'activitat sísmica és poc freqüent. No hi ha hagut grans terratrèmols a la zona durant més de 150 anys.
El terratrèmol de 1668 va ocórrer al llarg de la falla de Yishu, un segment de l'enorme zona de falla de Tan-Lu que es va formar al Mesozoic. Aquesta falla té una taxa de lliscament estimada de menys d'1 a 2,6 mm/any. La falla de Yishu travessa l'est de la Xina al llarg de 360 quilòmetres i és part de la zona de falla de Tan- Lu, molt més llarga, de 2.000 quilòmetres de llarg, que s'estén de nord a nord-est i sud sud-oest a l'est de la Xina. Durant el terratrèmol, la falla de Yishu va produir una ruptura d'una longitud de 160 quilòmetres, amb un desplaçament mitjà de 9 metres. El sentit de lliscament de la falla va ser principalment de rumb dextral amb un petit component de cavalcament. La inversió sísmica suggereix una àrea de ruptura de 160 per 32 quilòmetres en una falla de direcció nord-sud gairebé vertical. S'ha suggerit una profunditat d'hipocentre d'entre 22 i 28 quilòmetres per a l'esdeveniment de 1668. La mateixa falla també va poder haver produït un terratrèmol de magnitud 7,5 a Haicheng el 1975, 700 quilòmetres al nord d'aquest esdeveniment. Un altre terratrèmol destructiu el 1969 també es va produir al llarg de la zona de falla de Tan-Lu.

## Impacte
| Lloc     | Morts                                |
| -------- | ------------------------------------ |
| Ju       | >20.000                              |
| Tancheng | >8.700                               |
| Linyi    | >6.900                               |
| Zhucheng | >2.700                               |
| Dongying | >1.000                               |
| Laiwu    | La mayor parte de la población murió |
| Jiaozhou | >90                                  |
| Weifang  | >470                                 |
| Yishui   | 1.725                                |
| Jimo     | 653                                  |
| Zhucheng | >100                                 |
| Yutai    | 140                                  |
| Sishui   | >100                                 |

El poderós terratrèmol es va sentir en 379 comtats, 29 dels quals van patir danys catastròfics. També va afectar Jiangsu, Anhui, Zhejiang, Fujian, Jiangxi, Hubei, Henan, Hebei, Shanxi, Shaanxi, Liaoning i Corea. Hi va haver una zona radial de danys de 1.000 quilòmetres al voltant dels comtats de Tancheng, Linyi i Ju. És considerat un dels més destructius en la història de la Xina. El terratrèmol va produir una forta sacsejada assignada de XII a l'escala d'intensitat de Mercalli Modificada, la sacsejada més destructiva que un terratrèmol podria aconseguir.
Només al comtat de Ju, més de 20.000 persones van resultar mortes. Les cases residencials i oficials van ser destruïdes. Es van esfondrar escoles, temples, magatzems i les muralles de la ciutat. A Mashi, Wulugu, Yanjiagu, Shifengdo, Keluodo i Maqi, es van produir lliscaments de terra als turons. Es va produir un enfonsament i col·lapse generalitzat de la terra. S'observaren fissures de fins a 1 metre d'ample i centenars de metres de llarg. Una fissura feia 7,5 quilòmetres des de Guanzhuang fins a Gehu al llarg del penya-segat d'un riu. Va expulsar pols, sorra i aigua. En tres pous, l'aigua va ser expulsada 1 metre a l'aire.
A Tancheng, els merlets, els edificis governamentals, les cases, una torre de vigilància, els temples i els magatzems van quedar completament destruïts. Hi van morir més de 8.700 persones. Segons els informes, les fissures eren tan amples que les persones no podien caminar-hi. El fons d'aquestes fissures també era massa profund per veure'l. L'aigua va brollar del terra a una altura de 10 metres. A Lizhuang, una ciutat del comtat, es va produir un enfonsament massiu.
A Linyi, no van quedar intactes llars, muralles ni temples. Hi va haver més de 6.900 morts reportades. Es deia que l'aigua negra sortia de les escletxes. L'aigua va brollar dels pous i va formar una piscina de 15 a 20 metres d'amplada. Molts murs de ciutats properes van caure i algunes parts es van inundar pel desbordament de rius i pous. Les fissures van provocar l'erupció d'aigua i de sorra, enterrant cases. També va morir molt de bestiar. Es van produir greus danys a Ganyu.

## Tsunami
Els registres històrics també van documentar un probable tsunami a la regió. Es va informar que les ciutats costaneres es van inundar i els rius es van desbordar.

## Resposta
L'emperador Kangxi va ordenar al seu ministeri que s'encarregués dels esforços d'auxili. En 40 prefectures i comtats, es van eximir les taxes impositives. Es van emetre més de 227.300 taels de plata.